# Campionato asiatico femminile under 16 di calcio 2013
Il Campionato asiatico femminile under 16 di calcio 2013 è stato la quarta edizione della competizione. Il torneo si è svolto dal 26 settembre al 6 ottobre 2013 a Nanchino, in Cina.

Il Giappone ha conquistato il titolo per la terza volta, la seconda consecutiva. Le prime tre classificate si sono qualificate per il Campionato mondiale Under-17 2014.

## Regolamento
Le prime 4 classificate dell'edizione 2011 sono state ammesse direttamente alla fase finale. Le altre squadre hanno affrontato le qualificazioni, da cui 8 formazioni sono passate alla fase finale.
Le 12 squadre sono state divise in 4 gironi di 3: le vincenti si sono qualificate per le semifinali.

## Fase a gironi

### Gruppo A
| Pos. | Squadra   | Pt | G | V | N | P | GF | GS | DR  |
| ---- | --------- | -- | - | - | - | - | -- | -- | --- |
| 1.   | Cina      | 6  | 2 | 2 | 0 | 0 | 19 | 0  | +19 |
| 2.   | Australia | 3  | 2 | 1 | 0 | 1 | 8  | 2  | +6  |
| 3.   | Bahrein   | 0  | 2 | 0 | 0 | 2 | 0  | 25 | -25 |

| Data      | Ora         | Partita   | Partita | Partita   |
| --------- | ----------- | --------- | ------- | --------- |
| 26-9-2013 | 16:30 UTC+8 | Bahrein   | 0 - 17  | Cina      |
| 28-9-2013 | 16:30 UTC+8 | Australia | 8 - 0   | Bahrein   |
| 30-9-2013 | 16:30 UTC+8 | Cina      | 2 - 0   | Australia |

### Gruppo B
| Pos. | Squadra        | Pt | G | V | N | P | GF | GS | DR  |
| ---- | -------------- | -- | - | - | - | - | -- | -- | --- |
| 1.   | Corea del Nord | 6  | 2 | 2 | 0 | 0 | 16 | 0  | +16 |
| 2.   | Taipei cinese  | 3  | 2 | 1 | 0 | 1 | 2  | 11 | -9  |
| 3.   | Giordania      | 0  | 2 | 0 | 0 | 2 | 1  | 8  | -7  |

| Data      | Ora         | Partita        | Partita | Partita        |
| --------- | ----------- | -------------- | ------- | -------------- |
| 26-9-2013 | 14:00 UTC+8 | Giordania      | 0 - 6   | Corea del Nord |
| 28-9-2013 | 16:30 UTC+8 | Taipei cinese  | 2 - 1   | Giordania      |
| 30-9-2013 | 16:30 UTC+8 | Corea del Nord | 10 - 0  | Taipei cinese  |

### Gruppo C
| Pos. | Squadra       | Pt | G | V | N | P | GF | GS | DR |
| ---- | ------------- | -- | - | - | - | - | -- | -- | -- |
| 1.   | Thailandia    | 4  | 2 | 1 | 1 | 0 | 5  | 2  | +3 |
| 2.   | Corea del Sud | 2  | 2 | 0 | 2 | 0 | 2  | 2  | 0  |
| 3.   | Uzbekistan    | 1  | 2 | 0 | 1 | 1 | 0  | 3  | -3 |

| Data      | Ora         | Partita       | Partita | Partita       |
| --------- | ----------- | ------------- | ------- | ------------- |
| 26-9-2013 | 16:30 UTC+8 | Uzbekistan    | 0 - 0   | Corea del Sud |
| 28-9-2013 | 14:00 UTC+8 | Thailandia    | 3 - 0   | Uzbekistan    |
| 30-9-2013 | 14:00 UTC+8 | Corea del Sud | 2 - 2   | Thailandia    |

### Gruppo D
| Pos. | Squadra  | Pt | G | V | N | P | GF | GS | DR  |
| ---- | -------- | -- | - | - | - | - | -- | -- | --- |
| 1.   | Giappone | 6  | 2 | 2 | 0 | 0 | 28 | 0  | +28 |
| 2.   | Iran     | 3  | 2 | 1 | 0 | 1 | 2  | 9  | -7  |
| 3.   | Guam     | 0  | 2 | 0 | 0 | 2 | 0  | 21 | -21 |

| Data      | Ora         | Partita  | Partita | Partita  |
| --------- | ----------- | -------- | ------- | -------- |
| 26-9-2013 | 14:00 UTC+8 | Guam     | 0 - 19  | Giappone |
| 28-9-2013 | 14:00 UTC+8 | Iran     | 2 - 0   | Guam     |
| 30-9-2013 | 14:00 UTC+8 | Giappone | 9 - 0   | Iran     |

## Fase finale
|  | Semifinali     | Semifinali     | Semifinali     |                |                | Finale          | Finale          | Finale          |  |
|  |                |                |                |                |                |                 |                 |                 |  |
|  | Cina           | Cina           | 1              |                |                |                 |                 |                 |  |
|  | Cina           | Cina           | 1              |                |                |                 |                 |                 |  |
|  | Corea del Nord | Corea del Nord | 3              |                |                |                 |                 |                 |  |
|  | Corea del Nord | Corea del Nord | 3              |                | Corea del Nord | Corea del Nord  | 1 (5)           |                 |  |
|  |                |                |                |                | Corea del Nord | Corea del Nord  | 1 (5)           |                 |  |
|  |                |                | Giappone (dtr) | Giappone (dtr) | 1 (6)          |                 |                 |                 |  |
|  | Thailandia     | Thailandia     | Giappone (dtr) | Giappone (dtr) | 1 (6)          | 0               |                 |                 |  |
|  | Thailandia     | Thailandia     |                |                |                | 0               |                 |                 |  |
|  | Giappone       | Giappone       | 6              |                |                | Finale 3º posto | Finale 3º posto | Finale 3º posto |  |
|  | Giappone       | Giappone       | 6              |                |                |                 |                 |                 |  |
|  |                |                |                |                |                |                 |                 |                 |  |
|  |                |                |                |                |                | Cina (dtr)      | Cina (dtr)      | 2 (4)           |  |
|  |                |                |                |                |                | Cina (dtr)      | Cina (dtr)      | 2 (4)           |  |
|  |                |                |                |                |                | Thailandia      | Thailandia      | 2 (2)           |  |